# Lythrum gracile
Lythrum gracile är en fackelblomsväxtart som beskrevs av George Bentham. Lythrum gracile ingår i släktet fackelblomstersläktet, och familjen fackelblomsväxter. Inga underarter finns listade i Catalogue of Life.